# Hoda Afshar
Hoda Afshar (née en 1983) est une photographe documentaire iranienne basée à Melbourne. Elle est connue pour son portrait primé en 2018 du réfugié kurde-iranien Behrouz Boochani, qui a subi un long emprisonnement dans le centre de détention de l'île de Manus géré par le gouvernement australien. Son travail a été présenté dans de nombreuses expositions et est conservé dans de nombreuses collections permanentes à travers l’Australie.

## Biographie

### Enfance et formation
Afshar est née à Téhéran, en Iran, en 1983  quatre ans après la révolution iranienne.
Initialement, elle espérait étudier le théâtre et devenir actrice, mais n'a obtenu à l'université que son deuxième choix : la photographie. Elle obtient une licence en beaux-arts (photographie) avec mention très bien à l' Université Azad d'art et d'architecture de Téhéran et commence sa carrière de photographe en 2005. Durant ses études et par la suite, elle photographie de nombreuses représentations théâtrales de ses amis, réalisant ainsi que la photographie est aussi essentiellement théâtrale.
En 2007, elle déménage en Australie et suit la même année un cursus "Photojournalism essential" à l'Université de technologie de Sydney. En 2009, elle obtient un diplôme en beaux-arts en photographie et sculpture au Meadowbank TAFE à Sydney. Les préjugés qu'elle entend de la part des occidentaux vis-à-vis des femmes musulmanes l'inspireront pour sa série "Under Western Eyes" (2013-14)
En 2019, Afshar termine son doctorat en arts créatifs à l'Université Curtin, avec pour sujet de thèse « les images de l'identité féminine islamique »,.

### Carrière

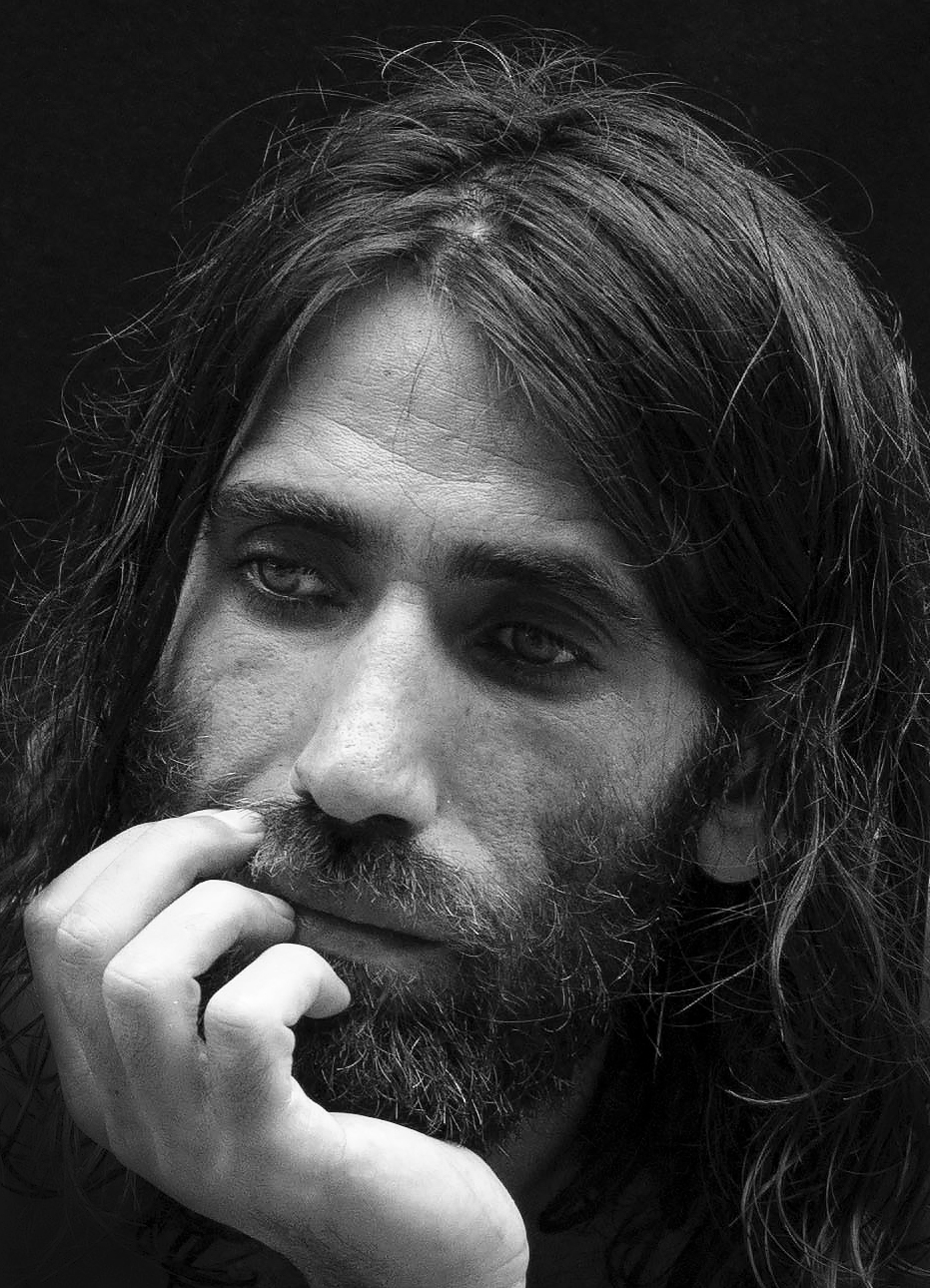
Behrouz Boochani par Afshar

De 2005 à 2006, Afshar travaille comme photojournaliste pour le journal Hamvatan à Téhéran.
Son premier projet, en 2005, est une série de photographies en noir et blanc documentant les fêtes underground de Téhéran appelée Scene, mais elle ne pouvait pas les montrer en public. En 2010-11, elle produit une série de photos In-Between Spaces.
De 2013 à 2021, Afshar enseigne au Photography Studies College de Melbourne.
Sa première exposition personnelle, Behold (2017, au Centre for Contemporary Photography de Melbourne), regroupe un ensemble de photographies granuleuses d'hommes dans un bain gay prises en Iran en 2016,.
L'œuvre vidéo Remain (2018) aborde le sujet controversé de la protection des frontières australiennes et des droits humains des demandeurs d'asile. Tournée sur la tristement célèbre île de Manus, un centre de détention pour migrants en Papouasie-Nouvelle-Guinée, l'œuvre dépeint les mauvais traitements prolongés infligés aux détenus. L'oeuvre comprend de la poésie parlée du réfugié kurde -iranien Behrouz Boochani et du poète iranien Bijan Elahi. Afshar décrit sa méthode comme un « documentaire mis en scène », dans lequel les hommes de l'île sont capables de « rejouer leurs récits avec leur propre corps et [leur donne] l'autonomie pour raconter leurs propres histoires ». Le but le plus important pour elle était que les spectateurs ressentent de l'empathie. La vidéo est présentée dans le cadre de l'exposition Primavera 2018 au Museum of Contemporary Art Australia à Sydney, du 9 novembre 2018 au 3 février 2019,,. L'une des photographies de Boochani prises pour ce projet remporte le prix Bowness Photography,. Ce portrait, ainsi que plusieurs autres pris dans le cadre du projet Remain, sont conservés par la Galerie d'art de Nouvelle-Galles du Sud.
En 2019, Afshar commence à enseigner au Victorian College of the Arts et au Photography Studies College de Melbourne,. Cette même année, elle fait l'objet d'un programme Compass sur ABC Television en 2019.

## Pratique et thèmes
Afshar affirme que son travail explore la manière dont les photographies peuvent être « bien ou mal utilisées par les systèmes de pouvoir pour créer certaines hiérarchies entre les personnes » ; et que « [la photographie documentaire] est un langage visuel qui a été formé et établi à travers le prisme de la colonisation ». Sa compréhension précoce de la photographie comme art théâtral éclaire sa pratique, et elle collabore avec ses sujets, qu'elle considère comme des « acteurs » avec une certaine autonomie.
Le livre d'Afshar, Speak the Wind (2021), documente les paysages et les habitants des îles d'Ormuz, Qeshm et Hengam, dans le golfe Persique au large de la côte sud de l'Iran,. Elle fait la connaissance de certaines personnes qui y voyageaient fréquemment au fil des ans et qui lui ont raconté l’histoire du lieu. Elle déclare que « leurs récits ont guidé le projet » et qu'elle explore « l'idée d'être possédé par l'histoire, et dans ce contexte, l'histoire de l'esclavage et de la cruauté ».
En mars 2021, une exposition de portraits de neuf lanceurs d'alerte réalisés par Afshar est organisée à la cathédrale Saint-Paul de Melbourne, dans le cadre d'une exposition intitulée Agonistes (d'après le mot grec agonistes, qui signifie une personne engagée dans une lutte),.
De septembre 2023 à janvier 2024, la Galerie d'art de Nouvelle-Galles du Sud organise une exposition des œuvres d'Afshar au cours de la dernière décennie, A Curve is a Broken Line,. Plusieurs de ses premières œuvres sont présentées, ainsi qu'une série de 12 grandes photographies commandées par AGNSW, In Turn . Les photos montrent quatre femmes irano-australiennes en train de tresser les cheveux les unes aux autres et tenant d'abord une colombe blanche avant de la relâcher. Il s’agit d’une sorte de pratique rituelle pratiquée par les femmes combattantes kurdes avant de partir combattre l’État islamique. Les photographies sont une réponse au meurtre de Mahsa Jina Amini en Iran en septembre 2022. Un livre du même nom a été publié pour accompagner l'exposition.

### Postes actuels
Depuis 2019 et jusque 2023, Afshar enseigne au Victorian College of the Arts et au Photography Studies College de Melbourne,. Elle est également membre du conseil d'administration du Centre de photographie contemporaine,.

## Prix, nominations et récompenses
- Prix de photographie contemporaine Moran (2015), finaliste pour Dog's Breakfast[24]
- Prix national du portrait photographique (2015), lauréat pour le Portrait d'Ali[25]
- Prix de photographie Bowness (2017), finaliste pour Untitled #1[26],[27]
- Sotheby's Australia People's Choice Award (2018), lauréat pour le Portrait de Behrouz Boochani, Île de Manus[13]
- Prix de photographie Bowness (2018), lauréat pour le portrait de Behrouz Boochani, île de Manus[13]
- Prix Olive Cotton pour le portrait photographique (2019), finaliste, pour le portrait de Shamindan et de l'île de Ramsiyar Manus[28]
- Prix d'art Ramsay (2021), Art Gallery of South Australia ; finaliste[29],[30] et Prix du public, pour Agonistes[31]
- Sidney Myer Creative Fellowship (2021), une bourse de A$160,000 décernée aux créatifs en milieu de carrière et aux leaders d'opinion[32]

## Publications
- Speak the Wind. Londres : Mack, 2021. Comprend un essai de Michael Taussig.

## Quelques expositions

### Solo
- Behold (2017), Centre de photographie contemporaine, Fitzroy, Melbourne[6]
- Remain (2018–2019), composée d'une vidéo et d'une série de portraits en noir et blanc, Museum of Contemporary Art Australia, Sydney[1] University of Queensland Art Museum[33]
- Agonistes (février-mars 2021), Cathédrale Saint-Paul, Melbourne[34]
- Speak the Wind (avril-mai 2022), Monash Gallery of Art, Melbourne. L'une des expositions officielles de PHOTO 2022 : Festival international de la photographie, qui se déroule à Melbourne et dans la région de Victoria[35]
- A Curve is a Broken Line (septembre 2023 – janvier 2024) Galerie d'art de la Nouvelle-Galles du Sud[20]

### Groupe
- Primavera (2018), Musée d'art contemporain d'Australie[36]
- Enough خلص Khalas: Contemporary Australian Muslim Artists, Galeries UNSW[37]
- Women in Photography 2019: Remedy for Rage (2019), Objectifs[38]
- The Shouting Valley (2019), Galerie Gus Fisher[39], (2020) La salle de physique[40]
- Just Not Australian (2019), Artspace Visual Arts Centre[41]
- Defining Place/Space: Contemporary Photography from Australia (2019), Museum of Photographic Arts[42]
- Civilization: The Way We Live Now (2019), National Gallery of Victoria[43],[44]
- Refracted Reality (2020), Institut d'art contemporain de Perth[45]
- f_OCUS (2020), Counihan Gallery[46]
- The Burning World (2020), Bendigo Art Gallery[47]

## Collections
Les œuvres d'Afshar sont conservées dans les collections permanentes suivantes :
- Galerie nationale de Victoria ( Remain[48], Sans titre #5[49], Sans titre #4[50], et Sans titre #3[51] )
- Galerie d'art Monash ( Sans titre #4[52], Sans titre #1[53], et Portrait de Behrouz Boochani, île de Manus[54] )
- Galerie d'art de Nouvelle-Galles du Sud ( Remain[55], Ibrahim Mahjid[56], Behrouz Boochani[57], Emad Moradi[58], et Ari Sirwan[59] )
- Musée d'art de l'université Monash ( Behold #1, Behold #6 et Behold #12 )[60]
- Musée d'art de l'Université du Queensland ( reste )[33]
- Galerie d'art de l'université Murdoch : ( Westtoxicated #7, Westtoxicated #9, Westtoxicated #3, Westtoxicated #1, Westtoxicated #5 et Westtoxicated #4 )[61]
- Buxton Contemporary (Université de Melbourne) ( Westtoxicated #1, Westtoxicated #2, Westtoxicated #4, Westtoxicated #5, Westtoxicated #6, Westtoxicated #7 et Westtoxicated #9 )[62]
- Collection d'art de l'Université Deakin
- Galerie d'art d'Australie occidentale ( Remain )[63]